# 大分県道36号佐伯津久見線
大分県道36号佐伯津久見線（おおいたけんどう36ごう さいきつくみせん）は、大分県佐伯市から津久見市に至る県道（主要地方道）である。

## 概要
並行する国道217号の海岸沿いをバイパスする役割を果たしている。彦岳トンネルまでは急カーブ・急勾配が多いが、全線が2車線で整備されており、佐伯市と津久見市の連絡に使われている。
ほぼ全線が東九州自動車道と並行しており、2008年（平成20年）6月28日には起点付近で佐伯ICの供用が開始された。

### 路線データ
- 起点：佐伯市大字鶴望（脇排水機場前交差点、国道217号交点）
- 終点：津久見市門前町（国道217号交点）

## 歴史
- 1993年（平成5年）5月11日 - 建設省から、県道佐伯津久見線が佐伯津久見線として主要地方道に指定される[1]。

## 路線状況

### 道路施設

#### 橋梁
- 脇跨線橋 （日豊本線、全長215 m、佐伯市）

#### トンネル
- 床木隧道：延長114 m、1937年（昭和12年）竣工、佐伯市
- 丸山トンネル：延長80 m、1981年（昭和56年）竣工、佐伯市
- 徳納トンネル：延長119 m、1981年（昭和56年）竣工、佐伯市
- 彦岳トンネル：延長1,468 m、1992年（平成4年）竣工、佐伯市 - 津久見市
- 彦の内トンネル：217 m、1992年（平成4年）竣工、津久見市
- 宮山トンネル：延長219 m、1971年（昭和46年）竣工、津久見市
- 井無田トンネル：延長112 m、1971年（昭和46年）竣工、津久見市

## 地理

### 通過する自治体
- 佐伯市
- 津久見市

### 交差する道路
| 交差する道路                  | 市町村名 | 交差する場所  | 交差する場所              |
| ----------------------------- | -------- | ------------- | ------------------------- |
| 国道217号                     | 佐伯市   | 大字鶴望      | 脇排水機場前交差点 / 起点 |
| 国道217号 / 佐伯弥生バイパス  | 佐伯市   | 鶴岡西町2丁目 |                           |
| E10 東九州自動車道            | 佐伯市   | 大字上岡      | 18 佐伯IC                 |
| 大分県道219号佐伯弥生線       | 佐伯市   | 大字上岡      |                           |
| 大分県道605号床木海崎停車場線 | 佐伯市   | 弥生大字床木  |                           |
| 関臼津広域農道                | 津久見市 | 文京町        |                           |
| 国道217号                     | 津久見市 | 門前町        | 終点                      |

### 交差する鉄道
- 日豊本線

### 沿線
- 大分県立津久見高等学校

### 峠
- 彦岳（標高：639.3 m）

## 関連事項
- 大分県の県道一覧